# ألين شاندلير
ألين شاندلير (بالإنجليزية: Allen Chandler)‏ (5 ديسمبر 1849 - 25 ديسمبر 1926) هو لاعب كريكت بريطاني (وحمل سابقاً جنسية المملكة المتحدة لبريطانيا العظمى وأيرلندا). شارك مع منتخب إنجلترا للكريكت.